# 崔文植
崔文植（韓語：최문식，1971年1月6日—）是一位退役韩国职业足球员，曾代表韓國國家男子足球隊参加1994年世界杯。现为马来西亚超级足球联赛球队吉兰丹主教练。